# François Van den Abeele
François Van den Abeele (Brugge, 6 februari 1824 – aldaar, 5 januari 1900) was een Belgisch arts en politicus.

## Levensloop
François Jean Adolphe Van den Abeele was de zoon van bakker Bernard Van den Abeele en zijn tweede vrouw Clemence Messiaen. Hij had twee halfbroers: Alexander Van den Abeele (1814-1877), die arts werd, en Bernard Van den Abeele (°1816), die religieus werd. Hij had ook een jongere broer, Henri Van den Abeele (1825-1858), die slechts heel kort brouwer was.
Hij doorliep met succes het Sint-Lodewijkscollege en werd later voorzitter van de oudleerlingenbond. In zijn studies werd hij ondersteund door een studiebeurs, hem toegekend door de stad Brugge. Hij promoveerde tot doctor in de genees- , heel- en vroedkunde aan de Katholieke Universiteit Leuven. In 1847 behaalde hij een interuniversitaire prijs met een thesis over een opgelegd thema, die in de Annales des universités de Belgique (Annalen van de Belgische universiteiten) werd gepubliceerd onder de titel De la structure des veines et des artères (over de structuur van aders en slagaders). Als primus werd hij bij die gelegenheid door het stadsbestuur bij zijn terugkeer aan het station afgehaald en feestelijk naar het stadhuis gevoerd.
Hij trouwde met Sylvie Dautricourt (Diksmuide 1826 - Brugge 1906) en ze hadden dertien kinderen, van wie een paar voor nageslacht zorgden.

## Arts
Van den Abeele werd omnipracticus (huisarts) in Brugge. Hij werd onder meer de persoonlijke arts van bisschop Faict.
In het Sint-Janshospitaal was hij actief als diensthoofd, maar vooral werkte hij in de psychiatrische instelling die bekend was onder de naam 'Sint Juliaan', waar hij vele jaren hoofdgeneesheer was.
Hij was ook in 1881 de oprichter en weldoener van het zeepreventorium ('hôpital maritime') in Wenduine, dat als herstellingsoord diende voor kinderen uit arbeidersgezinnen die leden aan ondervoeding, tuberculose, rachitis en huidziekten. Door gebrek aan steun vanwege de overheid werd de instelling kort na de dood van Van den Abeele opgedoekt.
Hij werd corresponderend lid van de Koninklijke Academie voor Geneeskunde.

## Publicaties
- De la structure des veines et des artêres, 1847.
- Artikels in geneeskundige tijdschriften.

## Politicus
De medische en wetenschappelijke activiteiten die Van den Abeele ontwikkelde zouden ongetwijfeld een leven hebben kunnen vullen. Hij leidde echter daarnaast nog een tweede leven als politicus.
In 1860 werd hij lid van de katholieke kiesvereniging La Concorde en dit werd het begin van zijn politieke activiteiten. De katholieke partij zat in die tijd in langzame opwaartse beweging, nadat de liberale partij lang het overwicht had gehad.
Van den Abeele stelde zich vanaf 1860 kandidaat voor de gemeenteraadsverkiezingen in Brugge, samen met andere jonge politici, zoals Amedée Visart de Bocarmé. Na viermaal vergeefs kandidaat te zijn geweest, werd hij verkozen in 1872 en speelde een paar jaar een actieve rol in de oppositie. Toen de katholieke partij in 1875 de meerderheid verwierf, werd Van den Abeele geen schepen, maar was hij gedurende twintig jaar, tot aan zijn ontslag in 1895, de leidsman van de katholieke fractie in de gemeenteraad. Hij hield talrijke toespraken over de meest diverse thema's, werd steeds met aandacht door de raadsleden en de leden van het schepencollege aangehoord en werd in zijn voorstellen meestal gevolgd. Zijn bijzondere aandacht ging uit naar het gemeentelijk onderwijs, de muziekschool, de kunstacademie, de nijverheidsschool en de stadsbibliotheek. Hij zetelde (meestal als voorzitter) in de bestuursorganen van deze instellingen en was dan ook vaak de tolk van hun verzuchtingen bij het schepencollege.
Naast een gemeentelijke speelde Van den Abeele ook een provinciale rol. In 1864 werd hij verkozen tot provincieraadslid, een functie waarin hij onafgebroken werd herkozen, tot hij in 1898 ontslag nam. Hij werd ook hier een van de meest actieve en invloedrijke leden. 
In maart 1891 werd hij verkozen tot lid van de Bestendige Deputatie en kort daarop ook nog tot voorzitter van de provincieraad, beide in opvolging van de overleden Eugène de Cock. De eerste functie bekleedde hij tot in 1898, de tweede tot in 1897.
Vanwege zijn provinciale verantwoordelijkheden had Van den Abeele onder meer zitting in de:
- Provinciale commissie voor geneeskunde,
- Provinciale commissie voor de statistiek.